# Savanna-la-Mar
Savanna-la-Mar är en parishhuvudort i Jamaica.   Den ligger i parishen Parish of Westmoreland, i den västra delen av landet, 140 km väster om huvudstaden Kingston. Savanna-la-Mar ligger 7 meter över havet och antalet invånare är 16 553. Den ligger på ön Jamaica.
Terrängen runt Savanna-la-Mar är huvudsakligen platt, men österut är den kuperad. Havet är nära Savanna-la-Mar söderut.  Savanna-la-Mar är det största samhället i trakten. 